# Magnus Axelsson
Magnus Axelsson, född 1622 i Svinhults församling, Östergötland, död 1688 i Kristbergs församling, Östergötlands län, var en svensk präst.

## Biografi
Magnus Axelsson föddes 1622 på Svinhult i Svinhults församling. Han var son till bonden Axel Månsson och Gertrud Larsdotter. Magnus Axelsson studerade vid gymnasiet och prästvigdes 3 december 1653. Han blev 1654 komminister i Törnsfalls församling och 1674 kyrkoherde i Kristbergs församling. Axelsson avled 1688 i Kristbergs församling och begravdes 28 mars samma år.
Magnus Axelsson skänkte 1667 en ljusarm till predikstolen i Svinhults kyrka.

### Familj
Magnus Axelsson var gift med Rachel Planander. Hon var dotter till kyrkoherden Jonas Planander i Horns socken. De fick tillsammans barnen Maria Törling som var gift med komministern i Laurentius Caroli i Vist församling, pastor primarius Samuel Törling i Stockholm, kapellpredikanten Axel Törling i Bjurbäcks församling, Gertrud Törling som var gift med kyrkoherden Olavus Alnander i Kristbergs församling, studenten Daniel Törling (1676–1709) och Brita Törling (1680–1697). Barnen antog efternamnet Törling.